# إدنا باركر
إدنا باركر (بالإنجليزية: Edna Ruth Parker) هي مُدرسة أمريكية، ولدت في 20 أبريل 1893 في مقاطعة مورغان في الولايات المتحدة، وتوفيت في 26 نوفمبر 2008 في شيلبيفيل في الولايات المتحدة.